# 쇠스 펭에르
쇠스 펭에르(덴마크어: Søs Fenger, 1961년 12월 2일 ~ )는 덴마크의 가수이다.